# Bajhang (huyện)

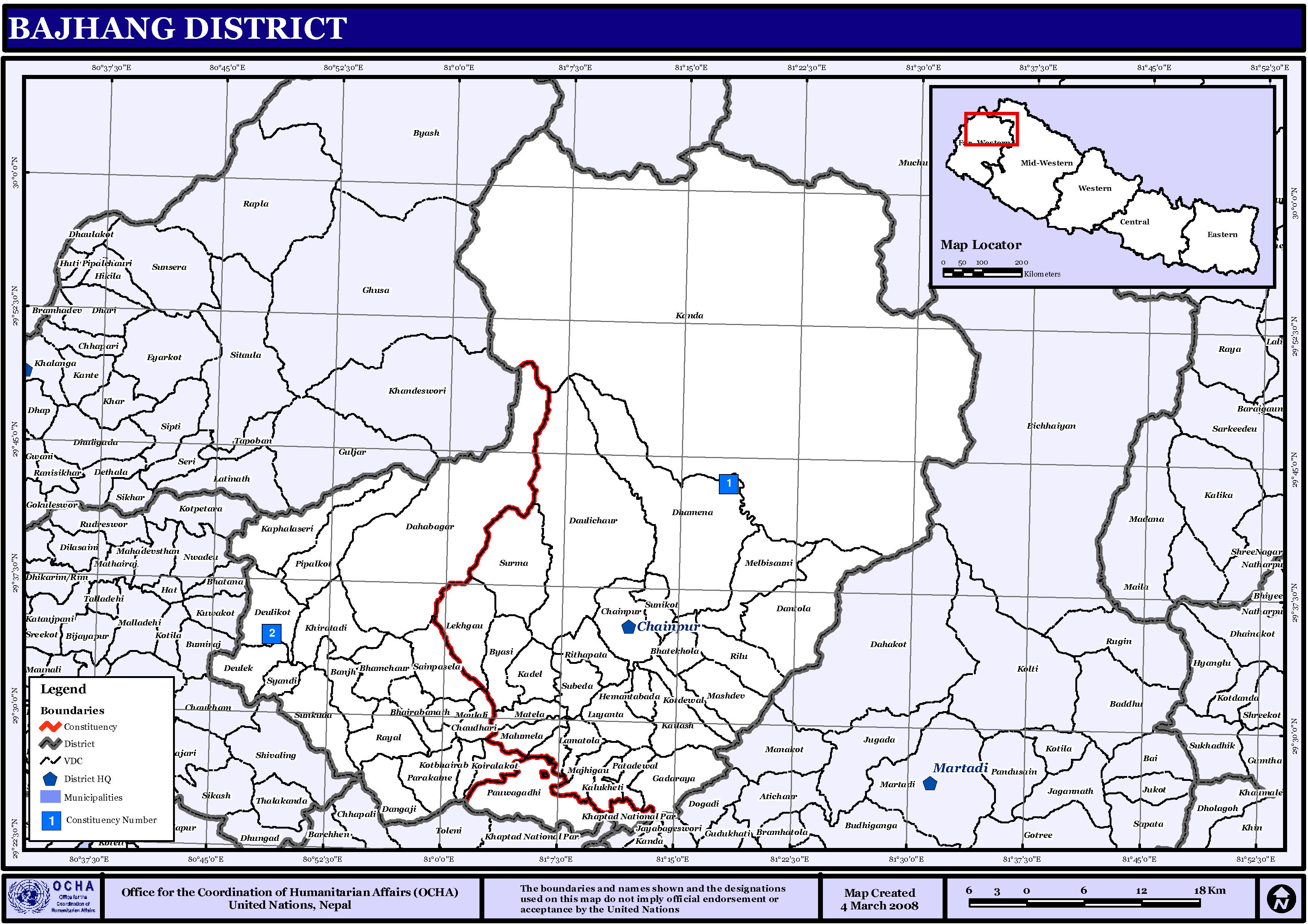
Bajhang

Bajhang (tiếng Nepal:बझाङ) là một huyện thuộc khu Seti, vùng Viễn Tây Nepal, Nepal. Huyện này có diện tích 3422 km², dân số thời điểm năm 2001 là 167026 người.

## Dân số
Biến động dân số giai đoạn 1952-2001:
| Năm    | 1971  | 1981   | 1991   | 2001   |
| ------ | ----- | ------ | ------ | ------ |
| Dân số | 61342 | 124010 | 139092 | 167026 |